# Шабанников, Геннадий Иванович
Генна́дий Ива́нович Шаба́нников (16 октября 1939 — 26 ноября 2006) — российский дипломат. Чрезвычайный и полномочный посол (1994).

## Биография
Окончил МГИМО МИД СССР (1967), Дипломатическую академию МИД СССР (1978), Высшие курсы по подготовке руководящих кадров в области обороны и обеспечения безопасности России (1993) и факультет повышения квалификации Дипломатической академии МИД России (1999). На дипломатической работе с 1967 года. Владел английским и чешским языками.
- В 1991—1993 годах — представитель СССР, России в Совместной комиссии по соблюдению и инспекциям по выполнению Договора СНВ-I.
- В 1993—1997 годах — главный советник Департамента по вопросам безопасности и разоружения МИД России.
- В 1997—1999 годах — советник-посланник Посольства России в Югославии.
- В 1999 года — главный советник Второго департамента Азии МИД России.
- С 15 декабря 1999 по 28 июля 2004 года — чрезвычайный и полномочный посол Российской Федерации в Новой Зеландии и по совместительству в Независимом Государстве Самоа и Королевстве Тонга[1][2].

С 2004 года был на пенсии.

## Дипломатический ранг
- Чрезвычайный и полномочный посланник 2 класса (17 сентября 1993)[3].
- Чрезвычайный и полномочный посол (1 апреля 1994)[4].

## Награды
- Медаль «Ветеран труда».
- Медаль «В память 850-летия Москвы».
- Почётная грамота МИД России.